# Rikki Chadwick
Rikki Chadwick es uno de los personajes principales que se convirtió en sirena en la serie de televisión australiana H2O: Just Add Water. Junto con Emma y Cleo, Rikki descubrió sus poderes después de su viaje a la isla Mako. Es interpretada por la actriz Cariba Heine.

## Sobre ella
A diferencia de Emma y Cleo, la familia de Rikki está más rota porque sus padres están separados. Cuando era pequeña, sus padres lucharon mucho por el tema del dinero. Finalmente se divorciaron y Rikki se fue a vivir con su padre, Terry Chadwick. En la primera temporada se puede observar que su padre se olvida de su cumpleaños todos los años. A diferencia de sus amigos, Rikki no vive en una casa, más bien ella y su padre vive en un parque de caravanas al lado del canal, porque el ingreso de su padre no es muy alto. Al crecer en un ambiente de lucha, Rikki carece de la personalidad que puede tener un rico y por eso tiende a estar cansada de estar cerca de gente como Miriam Kent y Zane Bennett. Desde que sus padres se separaron, a Rikki nunca le ha gustado la gente que expresa sus afectos y bondad hacia ella, se siente incómoda. Antes de mudarse a la Costa de Oro, Rikki se había acostumbrado a estar sola y por lo general prefiere estar de esa manera. Cuando el hermano menor de Emma le mostró su amor hacia ella, Rikki lastimó los sentimientos y terminó perjudicándolo al negarse ante él por su afecto. A lo largo de la serie, Rikki poco a poco abandonó su aislamiento y va aprendiendo a aceptar sentimientos de otras personas, aunque a veces, todavía está a solas cada vez que está deprimida o frustrada. Lo más probable es a causa del divorcio de sus padres, Rikki desarrolló la personalidad de una rebelde como su padre. Al actuar así y al ser la chica nueva del barrio, Rikki no tenía la capacidad para hacer nuevos amigos. Esto se da sólo hasta que Cleo y ella se salvan de ir a la deriva en una lancha de Zane, Cleo se abrió a ella y le ofreció su amistad también a Emma. La ocupación del padre de Rikki es desconocida. La única pista que tiene el público acerca de Terry es su hobby: motorista. Esto podría significar que es un mecánico. A pesar de crecer en un ambiente más pobre que su novio, Zane, Rikki muestra un conocimiento y habilidad en los negocios económicos, sobre todo cuando se trata de salvar su negocio del café de estar en bancarrota.

## Personalidad
Rikki es el polo opuesto de Emma no sólo en sus poderes mágicos, sino también en su personalidad. Mientras que Emma es segura, controladora y responsable, Rikki es rebelde, independiente, sarcástica y sin preocupaciones. Al igual que su padre, desprecia la jerarquía social de la escuela secundaria local a la que ella y los demás asisten, así como en la vida real. A diferencia de Emma, que tiende a cerrar la boca en determinadas situaciones, Rikki dice lo que piensa sin más vueltas y sin cuidado que sus opiniones puedan herir los sentimientos de otras personas. Ella es muy terca y tiene mal genio. Rikki es aventurera y fuerte. Es la primera en reconocer plenamente las posibilidades de los poderes de las chicas.
No sólo Rikki muestra su naturaleza rebelde libremente, también la fomenta sobre sus amigos. En " olla de presión ", Rikki Cleo y Emma anima a rebelarse contra Charlotte Watsford y su madre, Annette Watsford que fueron invitados por Don Sertori quedarse a cenar. Pensar que Don es volverse a casar y que se convertirá en Charlotte Cleo hermanastra, Rikki anima a los demás a utilizar su poder para arruinar la comida, sin saber que Annette fue invitado sólo como un socio de negocios.
A pesar de su carácter despreocupado, Rikki es capaz de mostrar un sentido de responsabilidad, especialmente cuando se trata de dinero. En el episodio " Hook, Line and Sinker ", Rikki intentado buscar algo de seguridad financiera para su familia, asistiendo a Harrison Bennett seminario 's, sólo para descubrir que es una estafa. En " La búsqueda del tesoro ", Rikki intentó ayudar a su padre por tratar de encontrar un tesoro perdido en el dinero de la recompensa, porque su familia estaba luchando con las cuentas. Durante su estancia como director de café en la tercera temporada, que fue capaz de demostrar su habilidad en la gestión de un negocio exitoso. Cuando Rikki rompió con Zane, el café comenzó a seguir funcionando pero con Sophie como sustituta de Rikki.

## Apariencia
Rikki es descrita como una chica muy guapa, pero a ella no le importa. Tiene el pelo ondulado y rizado, es rubio claro y le llega hasta un poco más allá de sus hombros y tiene los ojos azul cielo ,son adictivos y enamoradizos. A lo largo de la serie, empezará a dejarse el pelo suelto, atado en un moño, o trenzado. Su piel es suave, sin apenas defectos. Tiene un tipo de cuerpo delgado y grandes labios de color rosa. Como una sirena, su pelo está suelto y tiene una cola de color naranja con escamas, con un corpiño también de escamas naranjas. Raramente lleva un vestido, pero en la primera temporada, Zane le compró un vestido sexy, rojo, para usar durante el almuerzo de su padre. Su ropa es normalmente de color rojo y negro tratando sobre la capacidad para hervir el agua y el fuego. En la 3 temporada, comenzó a usar ropa más colorida. Sus colores favoritos son el rojo y negro.

## Conversión en sirena
Después de que Cleo fuese engañada por Zane Bennett cuando "reparaba" su lancha, ella va hacia la deriva. Rikki salta a bordo del barco para salvarla, y reveló que ella fue la que robó la bujía de Zane. Al volver a enchufarlo, Rikki y Cleo deciden tomar el barco para dar un viaje. A lo largo del trayecto, las chicas se encuentran con Emma, que caminaba hacia su entrenamiento de natación. Las dos invitan a Emma para que vaya con ellas. Con la despreocupación de Rikki de hacia donde iban y estaba a millas de la costa, las chicas pronto se dieron cuenta de que el combustible se había acabado en el medio del océano. Con pocas opciones, las tres chicas remaron hacia la tierra más cercana que pudieron encontrar: La Isla de Mako.
Una vez en tierra en la isla desierta, Cleo y sus amigas reflexionaron sobre la forma de pedir ayuda. Siendo la más preparada del grupo, Emma sacó su teléfono móvil, pero solo para ver si había cobertura. Emma sugirió que deberían dirigirse hacia el interior, a una altitud más alta con la esperanza de obtener señal. A medida que se aventuraban más profundamente en la isla, las tres chicas pronto se encontraron con un claro donde una corriente del río se convertía en una cascada sobre las rocas. Mientras que Emma y Rikki son capaces de saltar a la pequeña cascada, Cleo espera y de pronto, cayó en un agujero. Emma y Rikki no tienen otra opción si no que saltar en el agujero y continuaron por una salida de la cueva subterránea. Varias horas después, los tres de ellos terminaron en el final del túnel y se encontraron una cueva con una piscina en la parte inferior del volcán, que estaba inactivo. Emma se da cuenta de que el estanque de la Luna está conectado con el océano y puede ser sus únicas salidas. Cuando lo encuentran, Emma y Rikki convencen a Cleo porque tiene miedo al agua. Cuando las tres entraron en la piscina, la luna llena, se alineó con el estanque de la luna, haciendo que la burbuja y el resplandor de un azul místico y emitiendo pequeños orbes mágicos de las partículas de luz en el aire. Ajenas a lo que les estaba sucediendo, las chicas se aventuraron al mar abierto, donde fueron rescatadas por la policía local marítima...
A la mañana siguiente, (doce horas después de su terrible experiencia) Rikki decidió dar un paseo por la mañana alrededor de su barrio. Sorprendentemente, Rikki descubrió por primera vez que se transformaba en sirena cuando fue mojada por una gota de agua del sistema de riego del parque. Después de confirmar su teoría con Emma y Cleo, Rikki se puso muy contenta y le gustaron los nuevos cambios. Rikki fue la última en descubrir sus poderes, lo que le molesta mucho.

## Rikki's Café
En el episodio "Congelación", Rikki necesitaba dinero para comprar entradas para un concierto, pero no le gustaba la idea de trabajar. Cleo y Emma le animaron para que trabajara. A la mañana siguiente, Rikki comenzó a trabajar en el café JuiceNet, por su actitud rebelde, Emma amenazó con despedirla en el acto después de ver lo grosera que fue con los clientes. Frustrada, Rikki decidió dejar el trabajo. Pero cuando Emma accidentalmente congeló a Miriam Kent (que estaba escondido en la cámara frigorífica), Rikki no tiene más remedio que hacerse responsable de la descongelación de la niñita rica. Wilfred, el dueño, amenazó con despedir a Emma y reemplazarla por Rikki. Al ver esto, Rikki gritó a Tiffany a propósito delante de él para que ella fuese reemplazada por Emma. 
En el episodio "Abracadabra", Rikki era responsable de cuidar de una poción mágica que concede deseos. Lewis y Cleo insistieron en el uso de cámara frigorífica del café para crear el deseo que le hubiesen pedido a la poción. Enfadadas porque Lewis había perdido el tiempo, Rikki le dio a la poción una sobredosis de su magia, haciendo que se desbordara durante la noche y, finalmente, inundó el resto del café.
En el comienzo de la tercera temporada, el café está cerrado y fuera del negocio. Rikki tuvo una idea de que se debería reabrir de nuevo, pero con nuevas tendencias, tales como un concierto de música en vivo. En el episodio "El Despertar", Zane decidió coger su idea y compró el local con el dinero de su padre. Después de su renovación, le puso de nombre "Rikki" y ella misma fue la socia de Zane. El café parece ir mejor cuando Rikki trabaja sobre él. Después de que Rikki rompiese con Zane, el café estaba casi al borde de la quiebra. Al final de la temporada, el café parece haberse recuperado cuando Rikki volvió a trabajar en él.

## Fuera de control
Destacando sobre las sirenas, Rikki es la que tiende estar más fuera de control con sus poderes y su cordura. En el episodio "El Peligro de la Luna", Rikki cayó en el hechizo de la luna llena, causando que sus poderes se saliesen de control. Afectando a su mente, se escapó a la isla Mako, donde quemó accidentalmente unas cuantas hojas con fuego.
En el episodio "El Lado Oscuro", Rikki aumentó su frustración con la falta de sensibilidad de Zane y se escapó para hacer frente al tentáculo de agua sola en el estanque de la Luna. Allí, se encontró con el tentáculo de agua y sufrió un shock al descubrir que podían conectarse entre sí. La terrible experiencia le afectó mentalmente hasta el punto que se vio retirada de Bella y Cleo y de todos los de su alrededor en los próximos dos episodios. Su relación con el tentáculo de agua le hizo ser más protectora con la Isla de Mako y se volvió paranoica y fría con respecto a Cleo, causándoles una rotura en su confianza y su amistad. Se vio que cuanto más tiempo pasaba en el estanque de la Luna, su energía iba subiendo a un nivel superior.

## Poderes
Al igual que Emma y Cleo, Rikki tiene la mágica habilidad de transformarse en sirena diez segundos después de tocar el agua. No fue capaz de transformarse en sirena hasta un estimado de doce horas después de saltar al estanque de la luna en la Isla de Mako. Ella vuelve a convertirse en humana varios segundos después de salir del agua (pero con su poder individual, puede acelerar los procesos de secado por evaporación de las moléculas de agua). Una vez que su cuerpo está completamente seco, su forma humana vuelve a ser lo que parecía ser antes de su transformación sirena. Como una sirena, Rikki tiene la capacidad de nadar a una velocidad extraordinaria de 600 km/h, contener la respiración durante más de 24 horas un día, y bucear a una profundidad mayor que cualquier ser humano.
Rikki es la última de las tres en descubrir su poder sobre el agua, lo que le molesta enormemente. Ella posee la capacidad para hervir el agua, normalmente llamado Hydro-Thermokinesis. Este poder se puede aplicar con cualquier cosa que contenga líquidos, y que va desde la piel humana y la temperatura corporal incluso hasta las moléculas de agua en el aire. Se sabe que incluso puede hacer sudar a las personas. Debido a su poder de lidiar con el calor, ella posee el poder más volátil y peligroso de los tres.
A lo largo de la serie, se ve que su poder puede salirse de control. Su poder es muy útil cuando las chicas necesitan que se les seque la cola o que se transformen rápido ya que tomaría al menos varios minutos para que se secaran por completo. También demostró Pyrokinesis en "El Peligro de la Luna", antes del ascenso de su poder. También posee el poder de la Electrokinesis ya que se demuestra que puede lanzar rayos.

## Avance del poder
En el estreno de la segunda temporada, en el capítulo "Control", una Luna llena especial junto con una rara alineación planetaria fortalece en gran medida y aumenta los poderes del estanque de la Luna. Cuando Rikki, Cleo y Emma fueron hipnotizadas por la Luna llena especial, de modo instintivo, nadaron hacia el estanque de la Luna. Allí, sus poderes se incrementaron. En el caso de Rikki, que era la única que había desarrollado dos nuevos poderes. Rikki desarrolló el poder de crear fuego y de crear tormentas eléctricas, comúnmente conocida como Pyrokinesis y Electrokinesis. La Pyrokinesis le permite quemar cosas incendiándolas o combustionándolas, mientras que al mismo tiempo la Electrokinesis le permite crear rayos y levitar a una persona en el aire cuando se combina con los poderes de Emma y Cleo.

## Relaciones
Al comienzo de la serie, a Rikki no le gustaba Zane como a la mayoría de sus amigos, porque ella lo encontraba como un rico repulsivo. Cada vez que se veían les molestaba a sus amigos. Sin embargo, en un momento dado, Rikki decidió dejar de lado su juicio sobre él en el episodio "La cámara nunca miente", donde discretamente lo salvó de ser comido por los tiburones. En el episodio, "El Peligro de la Luna", Zane se encuentra con Rikki en la Isla de Mako cuando estaba poseída por la Luna llena. Allí, ella confesó que estaba cansada de ser "una sirena". Los dos comparten un beso, pero como ella estaba fuera de control con sus poderes, deshidrata a Zane y cae al suelo desmayado. Después de eso, Rikki no tiene memoria de haberlo besado, pero decidió dejar de intercambiar sus insultos habituales cada vez que se encuentran. Cuando Rikki y Zane quedaron atrapados en un balcón del hotel en el episodio "Sin duda alguna", comenzaron a hablar y pronto se dieron cuenta de que estaban enamorados el uno del otro. Cuando Zane le pidió que se fuera con él, ella se negó porque no quería renunciar a la amistad de las sirenas, desde entonces Emma le había salvado de ahogarse. Al final, se llegó a un acuerdo con él, que sólo iba a salir con él si dejaba de hablar de las sirenas. Cuando Cleo y Emma se enteraron de su relación en secreto, no aprobaban en gran medida el temor de que ella le dijese su secreto a Zane como Julia hizo hace 50 años. Sin embargo, Rikki se mostró digna de seguir manteniendo sus secretos de sirena a Zane.
En la temporada final "Vuelta de Tuerca", Zane demostró a su padre y al Dr. Denman de que las sirenas existían, sin saber que en realidad son sus amigas. Cuando fueron capturadas por su padre y la bióloga marina, Zane sufrió un shock al descubrir que Rikki era una de las sirenas que había estado buscando. Sintiéndose mal, Rikki culpa a Zane por su situación. Después, Zane les ayudó a escapar, y ambos decidieron separarse porque eran muy diferentes y Zane pensó que Rikki ya no era una sirena.
En la segunda temporada, Rikki se encontró con Zane de nuevo en la pista de tierra y los dos querían volver a estar juntos. Rikki era un poco reacia al principio, porque había le traicionado a ella y a sus amigas antes. Cuando Zane descubrió que ella seguía siendo una sirena, le confesó que ya no se preocupaba por la explotación de su secreto. Le pidió que se arriesgase y los dos decidieron seguir juntos. Sin embargo, Rikki continuó mintiéndole acerca de su vida porque ella era la preocupación de que Zane no la encontrase atractiva, si se entera de que ella vivvía en un parque de caravanas. Más tarde, Zane fue sorprendido por el padre de Rikki cuando trataba de robar la placa de la moto cuando, en verdad, era la culpa de Nate y Zane estaba tratando de traerla de vuelta. Rikki fue testigo de su argumento y vio lo grosero que fue Zane a su padre y decidió evitarlo. Sin saber que Terry era su padre, Zane estaba confundido en cuanto a lo que hizo. Entonces reveló a Emma y a Cleo que conocía su secreto y les pidió hablar a Rikki con él. Aunque todavía se opone Emma, Rikki sigue viendo a Zane otra vez, ella le dijo que ella debía serle fiel a Zane. Siguiendo el consejo de su amiga, Rikki le admite a Zane donde vive y de que Terry es su padre. Después de otro error de Terry, Zane trató de demostrar su valía hacia él mediante la fijación de la placa de su moto antes de declararse inocente. Terry decidió perdonarlo y le permitió seguir de novio de su hija.
Más tarde, Zane, invitó a Rikki a la caza de un tesoro con él en el episodio "Metidas hasta el Cuello". En este episodio, se muestra su preocupación por ella cuando vio lo mucho que insistió en buscar el tesoro y la convenció de tomar un descanso. Cuando se desmayó, él la sacó del agua y el llamó a sus amigos en busca de ayuda. Rikki admitió que necesitaba el dinero del tesoro para ayudar a su padre a pagar las cuentas. Al ver lo desesperada que estaba, Zane se ofreció a ayudarla, pero Rikki insistió en que no hacía falta la caridad. Sabiendo esto, Zane y Lewis decidieron buscar el tesoro en nombre de Rikki, por lo tanto, ayudando a ganar el dinero de la recompensa.
En la 3 temporada, Zane compró el JuiceNet café, que estaba abandonado y lo convirtió en otro café con el nombre de Rikki's y ambos decidieron convertirse en socios del negocio. Sin embargo, su relación se deterioró por la causa de diversos problemas, como el tentáculo de agua, Sophie, y el patrocinamiento del buceo de Will. Cuando Zane involuntariamente causó el ahogamiento de Will en una inmersión práctica, Rikki se enfadó con él y más aún cuando no presentó mucha preocupación por el tentáculo de agua durante la Luna llena. Ella decidió romper con él cuando vio que Sophie besaba a Zane en el Campeonato de Buceo Libre. Desesperado por recuperarla, Zane trata de llamar la atención de Rikki robando un collar que era para ella y que estaba hecho de cristales de la Luna del estanque de la Luna, en la isla de Mako. Sophie trata de convencerlo de que siga adelante sin ella, quitando el nombre de Rikki's del café, pero él se negó. A lo largo de la temporada, Zane hizo todo lo posible para volver a ganarse a Rikki, pero, por desgracia, terminó arruinándolo todo con sus misiones en el lugar equivocado y en el momento equivocado. La temporada terminó con Rikki y Zane distanciados, pero como ella lo perdonó, seguro que volvieron a estar juntos, ya que aún se veía atracción.

## Nueva vida
Rikki reapareció en Mako Mermaids como escritora de libros sobre las antigüedades de oro que encontraba en las profundidades del océano sin que los demás supiesen que ella es una sirena. Conoce a Ondina, Mimmi y Weilan y a la vez se dan cuenta de su identidad, entonces les explica que ella se convirtió en Mako en una sirena . Allí Rikki les confiesa a las 3 sirenas que ella ya no tenía amistad con sus amigas (Emma, Cleo, Bella). 
- Datos: Q6108902